# Tony Ross
Anthony 'Tony' Lee Ross (Londen, 10 augustus 1938) is een Brits illustrator en schrijver van kinderboeken. Hij illustreerde onder meer werk van David Walliams. Hij illustreerde ook een heruitgave van De tovervinger van Roald Dahl.
Een deel van zijn werk werd vertaald naar het Nederlands door Paul Biegel wat in 1984 Ik kom je opeten! opleverde voor I'm coming to get you, in 1985 De verschrikkelijke vrijdag voor Terrible Tuesday en in 1986 Susan en de kwelgeest voor Jenna and the Troublemaker.

## Erkenning
Ross was in Nederland driemaal de laureaat van een Zilveren Penseel, in 1981 voor Joris en de bonenstaak,  in 1987 voor Susan en de kwelgeest van Hiawyn Oram en in 1995 voor Zij is altijd de eerste! van Hiawyn Oram. In 1985 won hij in Nederland de Zilveren Griffel voor Towser en Sadie's verjaardag, een prijs die hij twee jaar later in 1987 nog eens behaalde voor Waar is mijn potje? In 1986 was hij laureaat van de Duitse Jeugdliteratuurprijs in de categorie prentenboeken voor Ich komm dich holen!, de Duitse vertaling van zijn I'm coming to get you! uit 1984. In september 1995 won Ross in Nederland de Pluim van de maand voor Ik wil patat!